# Gambit
|   | a | b | c | d | e | f | g | h |   |
| 8 |   |   |   |   |   |   |   |   | 8 |
| 7 |   |   |   |   |   |   |   |   | 7 |
| 6 |   |   |   |   |   |   |   |   | 6 |
| 5 |   |   |   |   |   |   |   |   | 5 |
| 4 |   |   |   |   |   |   |   |   | 4 |
| 3 |   |   |   |   |   |   |   |   | 3 |
| 2 |   |   |   |   |   |   |   |   | 2 |
| 1 |   |   |   |   |   |   |   |   | 1 |
|   | a | b | c | d | e | f | g | h |   |

Weiß opfert einen Flügelbauern (4. b2–b4) im Evans-Gambit.
Unter einem Gambit (dt. [gamˈbɪt], ital. gambetto) versteht man beim Schach eine Eröffnung, bei der ein Bauer (bzw. mehrere Bauern) oder eine Figur für eine taktische oder manchmal auch strategische Kompensation dem Gegner preisgegeben wird.
Die Intention lässt sich einfach zusammenfassen: „Der Gambitspieler versucht um den Preis eines Opfers schon in der Eröffnung das Blatt zu seinen Gunsten zu wenden.“ Für das geopferte Material wird gewöhnlich ein Tempogewinn und Entwicklungsvorsprung erzielt.

## Etymologie und Wortbedeutung
Der Ausdruck Gambit wurde erstmals 1561 im Werk des Spaniers Ruy López de Segura benutzt. Das Wort stammt aus dem Italienischen, wie Ruy López angibt, und ist anscheinend einem Fachausdruck des Ringsports entlehnt – im Sinne von dare il gambetto (ein Bein stellen). Nach der Verwendung durch Ruy López wurde der Begriff später in andere Sprachen übernommen. Im Gegensatz dazu ist auch eine Ableitung vom arabischen Wort ǧānibī („seitlich“) vermutet worden. Hierfür sind aber keine näheren Belege bekannt.
Die Pluralform lautet Gambits (seltener daneben auch Gambite), wird aber in der deutschsprachigen Schachliteratur nicht häufig verwendet.
Im Englischen hat der Ausdruck Gambit zusätzlich eine übertragene Bedeutung angenommen. Gemeint ist eine riskante und trickreiche Strategie bzw. eine geschickte Eröffnung eines Gesprächs oder einer Verhandlung, um einen Vorteil zu erlangen. Vereinzelt kommt es im Deutschen, in der Regel als Übersetzung aus dem Englischen, zu einer Verwendung der übertragenen Bedeutung; dann ist auch die allgemeinere Floskel „ein geschickter Schachzug“ möglich.

## Grundsätzliches
Ein Gambit kann vom Gegner angenommen oder abgelehnt werden. Erhält der Gambitspieler ausreichende Kompensation, so bezeichnet man das Gambit als korrekt. Kompensation kann in Form von Entwicklungsvorsprung und Angriffschancen bestehen, wenn das Gambit positionelle oder taktische Vorteile (Öffnung einer kritischen Linie, Ablenkung einer gegnerischen Figur u. ä.) herbeiführt. Die Korrektheit einzelner Gambits ist oftmals umstritten. Praktische Erprobung und ausführliche Analysen tragen zur Klärung dieser Fragen bei.
In einzelnen Fällen ist es möglich, dass der Gegner das Gambit nicht nur ablehnt, sondern mit einem Gegengambit antwortet. Beispiele sind das Falkbeer-Gegengambit und Albins Gegengambit. Mit diesem Ausdruck werden auch allgemein Gambit-Eröffnungen des Nachziehenden bezeichnet. Ein unechtes Gambit liegt vor, wenn kein wirkliches Opfer vorliegt und z. B. der schlagende Bauer (bei Annahme des angeblichen Gambits) im weiteren Verlauf nicht behauptet werden kann. Ein solcher Fall liegt beim Damengambit vor, bei dem aber aus historischen Gründen – und in Analogie zum Königsgambit – an der überkommenen Bezeichnung festgehalten wird. Umgekehrt gibt es Eröffnungen wie den Marshall-Angriff, deren Namen den Gambitcharakter nicht erkennen lassen.
Die Schachpsychologie und das Moment der Überraschung spielen bei Gambit-Eröffnungen eine große Rolle. Die Partie wird bei Annahme des Gambits materiell aus dem Gleichgewicht gebracht und ein ruhiger, positioneller Partieverlauf in Frage gestellt. Der Angreifer geht ein kalkuliertes Risiko ein, wenn die gewählte Gambitvariante als zweifelhaft bekannt ist. Diesen Nachteil kann er gegebenenfalls durch genaue theoretische Kenntnisse und das psychologische Druckmoment ausgleichen. Des Weiteren ist die Spielstärke des Gegners ins Kalkül zu ziehen: so vertrat der Großmeister Fritz Sämisch die Auffassung, dass „jedes Gambit spielbar“ sei, wenn man 1) „ein einfallsreicher Angriffs- und Kombinationsspieler“ sei und 2) „wenn man stärker spielt als seine Gegner.“
Das Gambitspiel spielt im menschlichen Schach eine größere Rolle als im Computerschach, in welchem psychologische Aspekte ausgeblendet sind. Auf der Ebene des Großmeisterschachs kommen umstrittene Gambitvarianten außerdem weit seltener zur Anwendung als unter Amateurspielern.

## Geschichte des Gambitspiels
|   | a | b | c | d | e | f | g | h |   |
| 8 |   |   |   |   |   |   |   |   | 8 |
| 7 |   |   |   |   |   |   |   |   | 7 |
| 6 |   |   |   |   |   |   |   |   | 6 |
| 5 |   |   |   |   |   |   |   |   | 5 |
| 4 |   |   |   |   |   |   |   |   | 4 |
| 3 |   |   |   |   |   |   |   |   | 3 |
| 2 |   |   |   |   |   |   |   |   | 2 |
| 1 |   |   |   |   |   |   |   |   | 1 |
|   | a | b | c | d | e | f | g | h |   |

Gambitspiel in der Schachgeschichte: „Gambit der drei Bauern“ (18. Jahrhundert)
Seit der Reform des europäischen Schachspiels durch die Ausweitung der Zugmöglichkeiten, die im letzten Viertel des 15. Jahrhunderts ihren Anfang nahm, lenkten die Gambitvarianten mit ihrem lebhaften Figurenspiel die Aufmerksamkeit auf sich. In der Frühphase der Eröffnungstheorie und im Prinzip bis weit ins 19. Jahrhundert nahmen die teilweise forcierten Zugwendungen vieler Gambitvarianten der Offenen Spiele und besonders des verzweigten Königsgambits einen beachtlichen Teil des „Buchwissens“ ein (deswegen müssen diese Eröffnungen aber nicht unbedingt in der Spielpraxis überwogen haben).
Schließlich waren die psychologischen Aspekte damals stärker zu bewerten als heute. So gebot auch unter starken Spielern häufig die persönliche Ehre, ein riskantes Gambit anzunehmen. Umgekehrt nahmen „mutige“ Gambitspieler die Inkorrektheit eines Opfers in Kauf. Kühne Varianten wie das Figurenopfer des Muzio-Gambits fanden Bewunderung, und selbst mehrere Bauern wurden mitunter bedenkenlos für Initiative und Angriff geopfert. Dies war der Fall bei einer aufsehenerregenden Eröffnung des 18. Jahrhunderts, dem „Gambit der drei Bauern“ (einer Variante im Cunningham-Gambit), das auch einen positionellen Schachdenker wie Philidor beschäftigte. Die Grundstellung (die nach den Zügen: 1. e2–e4 e7–e5 2. f2–f4 e5xf4 3. Sg1–f3 Lf8–e7 4. Lf1–c4 Le7–h4+ 5. g2–g3 f4xg3 6. 0–0 g3xh2+ 7. Kg1–h1 entsteht) ist ein Musterfall für ein beiderseits waghalsiges Gambitspiel.
Im 19. Jahrhundert, als vor allem in England und Deutschland (Berliner Schule) die geradezu wissenschaftliche Durchdringung vieler Eröffnungen einsetzte, standen die Gambitvarianten kritisch zur Diskussion. Zunächst wurden dabei, so mit dem Evans-Gambit, noch weitere bedeutende Gambit-Eröffnungen entdeckt und ausprobiert. Doch mit dem entscheidenden Durchbruch zum positionell fundierten Schach, der mit dem Namen von Wilhelm Steinitz verbunden ist, geriet das Gambitspiel in eine Krise. Viele Gambitvarianten wurden nunmehr als inkorrekt betrachtet. Die ersten Turniere sowie die Professionalisierung der führenden Schachspieler taten ein Übriges. Ein unnötiges Risiko wurde mehr und mehr vermieden, und das abgesicherte Streben nach dem Gewinn der Partie trat als ausschließliches Ziel in den Vordergrund.
Zugleich behaupteten die Gambitspiele aber ihre Anziehungskraft im breiten Publikum. Zeitweilig wurde damit experimentiert, Turniere abzuhalten, bei denen die Teilnehmer (z. B. beim Wiener Gambitturnier 1903) darauf festgelegt waren, ein Gambit zu spielen. Letztlich blieb dies folgenlos, und in der Zwischenkriegszeit, als geschlossene Eröffnungen bevorzugt wurden, nahm das Gambitspiel unter Meistern weiter ab, auch wenn u. a. Aljechin hin und wieder ein Gambit riskierte. Eine Ausnahme war Rudolf Spielmann, der „letzte Ritter des Königsgambits“.
In dem von sowjetischen Großmeistern weitgehend dominierten Schach in der Zeit nach 1945 sollte das Bild etwas modifiziert werden. Führende Spieler wie Paul Keres, David Bronstein oder Boris Spasski wählten gelegentlich Gambitvarianten, die dadurch neuen Aufschwung erfuhren. Der von ihnen erzielte praktische „Erfolg stützte sich jedoch eher auf die psychologische Überraschung als auf eine verbesserte Behandlung des Gambits“. Letztlich trat an der obersten Spitze kein wirklicher Umschwung ein. Die klassischen Gambit-Eröffnungen werden von den Großmeistern in der Mehrheit als inkorrekt angesehen. Bobby Fischer etwa urteilte in einem bekannten Aufsatz streng, das Königsgambit „sei ruiniert“.

## Gambit-Eröffnungen im modernen Schach
|   | a | b | c | d | e | f | g | h |   |
| 8 |   |   |   |   |   |   |   |   | 8 |
| 7 |   |   |   |   |   |   |   |   | 7 |
| 6 |   |   |   |   |   |   |   |   | 6 |
| 5 |   |   |   |   |   |   |   |   | 5 |
| 4 |   |   |   |   |   |   |   |   | 4 |
| 3 |   |   |   |   |   |   |   |   | 3 |
| 2 |   |   |   |   |   |   |   |   | 2 |
| 1 |   |   |   |   |   |   |   |   | 1 |
|   | a | b | c | d | e | f | g | h |   |

Die Grundstellung des Marshall-Angriffs nach 8. … d7–d5
Bei der Masse der Schachspieler ist die Beliebtheit der Gambit-Eröffnungen relativ ungebrochen. Als Garri Kasparow in den neunziger Jahren ausnahmsweise zum Evans-Gambit griff, war ihm daher größte Beachtung sicher. Kasparow war es zudem 1985 im Weltmeisterschaftskampf gegen Anatoli Karpow gelungen, in der Sizilianischen Verteidigung ein neues Gambit einzuführen und damit einen wichtigen Sieg zu erringen. Bezeichnend für dieses ungewöhnliche Ereignis ist, dass später wirksame Gegenmittel gegen das Kasparow-Gambit gefunden wurden – auch hier war das Überraschungsmoment entscheidend.
Überhaupt hat jede Eröffnungsneuerung in einer Gambitvariante naturgemäß große Auswirkungen, droht sie doch, das bestehende Urteil über den Wert des betreffenden scharfen Abspiels erheblich zu verändern. Die wenigen Gambitvarianten, die aus heutiger Sicht als korrekt gelten, müssen deshalb mit einem Höchstmaß an gegenseitiger Vorbereitung behandelt werden, sofern nicht die eine Seite gezielt vermeidet, sich dem Reiz des Gambitspiels zu stellen. Hierzu gehört der von vielen Weißspielern gefürchtete Marshall-Angriff in der Spanischen Eröffnung, bei dem Schwarz einen Bauern für eine lang anhaltende Initiative opfert; die komplizierten Varianten wurden teilweise bis an den Übergang in die Endspielphase ausgearbeitet.
Einige der aktuellen Gambitvarianten zielen weniger auf unmittelbare taktische Vorteile oder einen Königsangriff. So wird z. B. beim Morra-Gambit, das mit den Zügen 1. e2–e4 c7–c5 2. d2–d4 c5xd4 3. c2–c3 beginnt, anstelle taktischer Komplikationen meist ein langfristiges positionelles Druckspiel angestrebt. Ein anderes Beispiel für diesen mehr strategisch angelegten Gambittyp ist das Wolga-Gambit.
Eine im modernen Schach häufig zu beobachtende Anti-Gambit-Strategie besteht darin, dass der Verteidiger einen geeigneten Zeitpunkt abwartet, um das Material zurückzugeben und seinerseits Kompensation bzw. mindestens Ausgleich zu erzielen.
Die Anhänger des Gambitspiels beanspruchen schließlich mit speziellen Thematurnieren und Periodika (teilweise mit hohem theoretischen Niveau wie die auf seltene Eröffnungen ausgerichtete Zeitschrift Kaissiber) eine eigene Nische in der Schachwelt. Das Phänomen reicht bis zu eigentlichen „Fangemeinden“ wie im Falle des Blackmar-Diemer-Gambits. Nicht zuletzt durch das Vordringen des Computerschachs wächst unterdessen die theoretische Erforschung auch entlegener Gambitvarianten in einem nie gesehenen Ausmaß.

## Einige bekannte Gambit-Eröffnungen
- Aljechin-Chatard-Angriff 1. e2–e4 e7–e6 2. d2–d4 d7–d5 3. Sb1–c3 Sg8–f6 4. Lc1–g5 Lf8–e7 5. e4–e5 Sf6–d7 6. h2–h4
- Blackmar-Diemer-Gambit 1. d2–d4 d7–d5 2. e2–e4 d5xe4 3. Sb1–c3 Sg8–f6 4. f2–f3 e4xf3
- Blumenfeld-Gambit 1. d2–d4 Sg8–f6 2. c2–c4 e7–e6 3. Sg1–f3 c7–c5 4. d4–d5 b7–b5
- Budapester Gambit 1. d2–d4 Sg8–f6 2. c2–c4 e7–e5 3. d4xe5 Sf6–g4
  - Fajarowicz-Gambit 3. d4xe5 Sf6–e4?!
- Damengambit (kein echtes Gambit. Der Bauer kann zurückerobert werden.) 1. d2–d4 d7–d5 2. c2–c4
  - Albins Gegengambit 2. … e7–e5
- Englund-Gambit 1. d2–d4 e7–e5
- Evans-Gambit 1. e2–e4 e7–e5 2. Sg1–f3 Sb8–c6 3. Lf1–c4 Lf8–c5 4. b2–b4
- Froms Gambit 1. f2–f4 e7–e5
- Gambitvariante der Wiener Partie 1. e2–e4 e7–e5 2. Sb1–c3 Sb8–c6 3. f2–f4 oder 2. … Sg8–f6 3. f2–f4
- Göring-Gambit 1. e2–e4 e7–e5 2. Sg1–f3 Sb8–c6 3. d2–d4 e5xd4 4. c2–c3
- Halloween-Gambit 1. e2–e4 e7–e5 2. Sg1–f3 Sb8–c6 3. Sb1–c3 Sg8–f6 4. Sf3xe5
- Italienisches Gambit 1. e2–e4 e7–e5 2. Sg1–f3 Sb8–c6 3. Lf1–c4 Lf8–c5 4. d2–d4
- Jänisch-Gambit 1. e2–e4 e7–e5 2. Sg1–f3 Sb8–c6 3. Lf1–b5 f7–f5
- Königsgambit 1. e2–e4 e7–e5 2. f2–f4
  - Falkbeer-Gegengambit 2. … d7–d5
- Lettisches Gambit 1. e2–e4 e7–e5 2. Sg1–f3 f7–f5
- Marshall-Angriff 1. e2–e4 e7–e5 2. Sg1–f3 Sb8–c6 3. Lf1–b5 a7–a6 4. Lb5–a4 Sg8–f6 5. 0–0 Lf8–e7 6. Tf1–e1 b7–b5 7. La4–b3 0–0 8. c2–c3 d7–d5
- Mittelgambit 1. e2–e4 e7–e5 2. d2–d4 e5xd4 falls Weiß nicht 3. Dd1xd4 spielt und somit den Bauern opfert.
- Morra-Gambit 1. e2–e4 c7–c5 2. d2–d4 c5xd4 3. c2–c3
- Nordisches Gambit 1. e2–e4 e7–e5 2. d2–d4 e5xd4 3. c2–c3 d4xc3 4. Lf1–c4
- Schottisches Gambit 1. e2–e4 e7–e5 2. Sg1–f3 Sb8–c6 3. d2–d4 e5xd4 4. Lf1–c4
- Staunton-Gambit 1. d2–d4 f7–f5 2. e2–e4
- Traxler-Gegengambit 1. e2–e4 e7–e5 2. Sg1–f3 Sb8–c6 3. Lf1–c4 Sg8–f6 4. Sf3–g5 Lf8–c5
- Wolga-Gambit 1. d2–d4 Sg8–f6 2. c2–c4 c7–c5 3. d4–d5 b7–b5